# Alain Bernard
Alain Bernard (Aubagne, 1º maggio 1983) è un ex nuotatore francese.

## Biografia
Il primo successo in campo internazionale di Bernard risale ai Campionati europei di nuoto in vasca corta di Vienna 2004 dove si aggiudica la medaglia d'oro nella staffetta 4x50 stile libero. L'anno successivo conquista l'argento nella solita gara, oltre all'oro con la 4x100 ai XV Giochi del Mediterraneo di Almería e all'Universiade di Smirne. Dopo la terza medaglia consecutiva con la staffetta 4x50 agli Europei in vasca corta di Helsinki 2006, sale definitivamente alla ribalta nel febbraio 2007, stabilendo il record di Francia dei 100 m stile libero con il tempo di 48"81 (il precedente record era 48"97 di Frédérick Bousquet). In tale occasione realizza inoltre la migliore prestazione stagionale della distanza, candidandosi come uno dei più forti outsider per gli imminenti Campionati mondiali di nuoto 2007 svoltisi un mese dopo a Melbourne.
Nel corso di tale manifestazione, il nuotatore raccoglie un'importante medaglia di bronzo con la staffetta veloce francese, la 4x100 stile libero, e manca la qualificazione per la finale dei 100 metri stile libero per soli 2 centesimi. Dopo la parentesi dei mondiali australiani, Alain realizza nel corso dei Campionati di Nuoto Francesi a Saint-Raphaël due nuovi record nazionali sui 50 e 100 metri stile libero. Sulla prima distanza fissa il cronometro a 21"76, terza prestazione di tutti i tempi sulla specialità, a soltanto 12 centesimi dal record del mondo dello zar Aleksandr Popov. Ancora più esaltante è stato tuttavia il tempo realizzato sulla distanza doppia dei 100: 48"12.
Con tale prestazione diventa infatti il secondo nuotatore più veloce della storia insieme all'italiano bi-campione mondiale Filippo Magnini e a meno di 3 decimi dal record del mondo dell'olandese Pieter van den Hoogenband. Il 22 marzo 2008 durante la finale dei 100 metri stile libero dei campionati europei di Eindhoven, stabilisce il nuovo record del mondo in vasca lunga con 47"50, migliorando di un decimo (47"60) il record da lui stesso fissato il giorno prima. Il giorno dopo durante la seconda semifinale dei 50 m stile libero batte il precedente record del mondo in vasca lunga, poi abbassato nuovamente cinque giorni dopo da Eamon Sullivan, con il tempo di 21"50, distaccando gli avversari di oltre un secondo in quella che è la gara più veloce del nuoto ed eguagliando così il record detenuto dallo zar Aleksandr Popov: detenere contemporaneamente i primati di 50 e 100 metri stile libero.
In quei campionati si aggiudica anche l'oro dei 50 m stile libero. Il 19 giugno agli Open di Francia stabilisce il record europeo in 3'12"54 nella staffetta 4x100 m sl. Ai Giochi olimpici di Pechino 2008 è uno dei protagonisti per quanto riguarda il nuoto. Nei 100 stile libero stabilisce il nuovo record mondiale nuotando in 47" 20, prima di essere battuto ancora una volta da Eamon Sullivan (47" 05). In finale conquista poi l'oro olimpico precedendo di 11 centesimi lo stesso australiano. Vince anche il bronzo nei 50 stile, preceduto dal brasiliano César Cielo Filho e dal connazionale Amaury Leveaux, e l'argento con la staffetta 4x100 stile con otto centesimi di ritardo dai neoprimatisti mondiali degli Stati Uniti.
Il 23 aprile 2009 ai Campionati francesi in corso a Montpellier realizza per la quarta volta il record del mondo sui 100 stile fermando il cronometro a 46"94, primo uomo capace di scendere sotto i 47 secondi. La FINA non ha tuttavia omologato il primato, considerando non a norma il costume utilizzato dal nuotatore. È legato sentimentalmente alla nuotatrice francese Coralie Balmy.
Nel 2017 è diventato uno dei Membri dell'International Swimming Hall of Fame.

## Palmarès
- Giochi olimpici

Pechino 2008: oro nei 100m sl, argento nella 4x100m sl e bronzo nei 50m sl.
Londra 2012: oro nella 4x100m sl.
- Mondiali

Melbourne 2007: bronzo nella 4x100m sl.
Roma 2009: argento nei 100m sl e bronzo nella 4x100m sl.
Shanghai 2011: argento nella 4x100m sl e bronzo nei 50m sl.
- Mondiali in vasca corta

Dubai 2010: oro nella 4x100m sl.
- Europei

Budapest 2006: bronzo nella 4x100m sl.
Eindhoven 2008: oro nei 50m sl e nei 100m sl.
Budapest 2010: oro nei 100m sl e argento nella 4x100m sl.
Debrecen 2012: oro nella 4x100m sl e argento nei 100m sl.
- Europei in vasca corta

Vienna 2004: oro nella 4x50m sl.
Trieste 2005: argento nella 4x50m sl.
Helsinki 2006: argento nella 4x50m sl e bronzo nei 100m sl.
Debrecen 2007: oro nei 100m sl, argento nella 4x50m sl e bronzo nei 50m sl.
Fiume 2008: oro nella 4x50m sl.
- Giochi del Mediterraneo

Almeria 2005: oro nella 4x100m sl.
Pescara 2009: oro nei 100m sl e nella 4x100m sl e argento nei 50m sl.
- Universiadi

Smirne 2005: oro nella 4x100m sl.

## Riconoscimenti
- LEN Award: 2008
- European Swimmer of the Year: 2008